# 长梗变光杜鹃
长梗变光杜鹃（学名：Rhododendron calvescens var. duseimatum）为杜鹃花科杜鹃花属下的一个变种。

## 扩展阅读
- 維基物種上的相關：长梗变光杜鹃